# Anelaphus praeclarus
Anelaphus praeclarus är en skalbaggsart som beskrevs av Steven W. Lingafelter 2008. Anelaphus praeclarus ingår i släktet Anelaphus och familjen långhorningar. Inga underarter finns listade i Catalogue of Life.